# 京阪レストラン
株式会社京阪レストラン（けいはんレストラン）は、かつて存在した大阪府大阪市京阪天満橋ビル6階に本社を置く京阪ホールディングスの完全子会社である。
京阪沿線施設やひらかたパーク・名神高速道路の吹田サービスエリア・阪神高速道路の朝潮橋・湊町・泉大津の3パーキングエリアなどでレストラン・食堂・喫茶店などの飲食業・食料品・土産物等の販売のほか、一部では酒類・タバコ・切手の販売および宝くじの再受託販売などを行っていた。 

## 沿革
- 1963年（昭和38年）
  - 9月16日 - 株式会社京阪レストラン設立
  - 10月1日 - ひらかたパーク内の「ばら食堂」の営業開始（枚方園芸企画より譲受）
- 1966年（昭和41年）4月9日 - 名神高速道路吹田サービスエリア内に京阪レストランとしてレストラン、売店（ショッピング・レストラン）を開業
- 1969年（昭和44年） - 淀屋橋地下センター内に「月桂冠」・「天菊」を開業
- 1972年（昭和47年）6月12日 - 天満橋OMMビル地下2階食堂街に、とんかつ・串かつ「月桂冠」（現在は麺居酒屋あしかりOMM店として営業中）を開業
- 1985年（昭和60年）10月12日 - 京阪百貨店守口店7階に、豆腐と季節料理「芦刈」守口店を開業
- 1986年（昭和61年） - 大阪ビジネスパーク・ツイン21MIDタワー内に、海鮮居酒屋「芦刈」ツイン21店を開業
- 1996年（平成8年）7月20日 - ひらかたパーク全面リニューアルにより、「グランローズ」、「イートサーカス」を開店
- 1997年（平成9年）
  - 大阪歯科大学樟葉学舎内給食施設の営業を受託
  - 京橋駅構内に「サントリーOLDBAR」開店
  - 京都市女性総合センター内に喫茶「アミーカ」開店
- 1998年（平成10年）
  - 1月12日 - 「株）比叡山ホテル」の解散に伴い、パレスサイドホテル・叡山閣・喫茶アミーカを営業譲受[2]。
  - 6月1日 - 阪神高速道路のパーキングエリアの営業を受託（朝潮橋パーキングエリア・泉大津パーキングエリア）
  - 7月21日 - PANANTE京阪天満橋「天菊」「海幸彦」「ビガール」開店
- 1999年（平成11年）10月1日 - ホテル京阪京橋内の「ロレーヌ」・ホテル京阪京都内のレストラン3店舗をホテル京阪に譲渡。
- 2000年（平成12年）8月10日 - 淀屋橋駅に「けいはんジューサーバー」淀屋橋店を開店
- 2003年（平成15年）
  - 4月1日 - ジューサーバー部門が好調なため、株式会社ジューサーバー・コーポレーションを設立して分社化
  - 7月14日 - 京阪三条KYOUEN内（京津三条駅跡地にできた複合商業施設）にカノビアーノ京都店を開店（現在は閉店）
- 2005年（平成17年）4月1日 - ヒルトンプラザ・イーストに海鮮居酒屋「芦刈」を開業
- 2006年（平成18年）6月1日 - 京阪宇治交サービス株式会社より飲食部門7店舗[3]営業譲渡（5月31日に同社の解散による）
- 2007年（平成19年）
  - 2月28日 - 株式会社京阪エバーナイス社を子会社化
  - 3月24日 - 「麺処あしかり」新幹線京都駅店を開業
  - 名神高速道路吹田サービスエリア下り線店を全面改装
- 2009年（平成21年）
  - 2月1日 - 中国自動車道安富パーキングエリアの営業を受託
  - 10月20日 - 「あしかり」「ポムの樹 Jr.」ココエあまがさき店を開業
- 2010年（平成22年）
  - 4月1日 - 株式会社京阪エバーナイス社を吸収合併
  - 4月1日 - ジューサーバー・コーポレーションの会社分割により、ジューサーバー直営店部門を吸収
  - 4月21日 - 「函館市場」イオンモール京都ハナ店を開業
  - 11月5日 - 「麺処あしかり」京都ヨドバシ店を開業
- 2015年（平成27年）4月1日 - 株式会社ジューサーバーコーポレーションを吸収合併
- 2021年（令和3年）12月31日 - 2022年1月1日を効力発生日として飲食事業を株式会社カフェ（京阪ホールディングス子会社）に承継し解散[4][5]

## 運営していた店舗
代表的なもののみ記す。
- 自社ブランド
  - 芦刈
    - ツイン21店（大阪府大阪市中央区 「ツイン21」内）
    - 守口店（大阪府守口市 「京阪百貨店守口店」内）
    - くずはゴルフ場店（大阪府枚方市 「樟葉パブリック・ゴルフコース」クラブハウス内）
    - ヒルトンプラザイースト店（大阪府大阪市北区 「ヒルトンプラザ・イースト」内）

  - 麺処あしかり
    - くずは店（大阪府枚方市 「京阪楠葉駅ビル」内）
    - 三条店（京都府京都市東山区 「京阪三条駅北ビル」内）
    - 新幹線京都駅店（京都府京都市下京区 JR京都駅「アスティ京都」内）
    - 京都ヨドバシ店（京都府京都市下京区 「京都ヨドバシビル」内）
    - ココエあまがさき店（兵庫県尼崎市 「ココエあまがさき」内）

  - 麺居酒屋あしかり OMM店（大阪府大阪市中央区 「OMMビル」内）
  - ジューサーバー
    - 淀屋橋店（京阪淀屋橋駅コンコース〔改札外〕）
    - 天満橋店（京阪天満橋駅コンコース〔改札外〕）
    - 京橋店（京阪京橋駅1・2番のりばホーム）
    - 枚方店（京阪枚方市駅コンコース〔中央口改札内、改札外からも利用可〕）
    - 樟葉店（京阪樟葉駅コンコース〔改札外〕）
    - 丹波橋店（京阪丹波橋駅コンコース〔南口改札内〕）
    - 京阪百貨店すみのどう店（大阪府大東市 「京阪百貨店すみのどう店」内）
    - 福岡天神店（西鉄福岡（天神）駅北口コンコース〔改札外〕）
    - 本八幡店（千葉県市川市 「シャポー本八幡」内）

他関東地方と福岡県に約50店ほど出店、また一時期は他社フランチャイズ経営により青森県や愛知県にも展開および一時期存在した独立分社子会社（ジューサーバー・コーポレーション）により須磨サテライト店やコーヒー店（ウェルカムコーヒー西梅田）なども存在した。
  - ステーキハウス近江（大阪府大阪市都島区 「京阪モール」内）
  - チャイニーズレストラン満天樓（大阪府大阪市港区 「天保山マーケットプレース」内）
  - ジャクソンビーフ（京都府八幡市）
  - らーめん麺恋家（京都府八幡市）
  - グランローズ（大阪府枚方市 「ひらかたパーク」内）
  - イートサーカス（大阪府枚方市 「ひらかたパーク」内）
- フランチャイズ
  - 函館市場 （回転寿司）
    - 京都宇治店（京都府宇治市）
    - 京都桂店（京都府京都市西京区）
    - イオンモール京都ハナ店（京都府京都市右京区 「イオンモール京都ハナ」内）
    - イオンモール草津店（滋賀県草津市 「イオンモール草津」内）

  - ポムの樹
    - ひらかたパーク店（大阪府枚方市 「ひらかたパーク」内）
    - 「ポムの樹 たまご物語」京田辺店（京都府京田辺市 「アルプラザ京田辺」内）
    - 「ポムの樹 Jr.」ココエあまがさき店（兵庫県尼崎市 「ココエあまがさき」内）

  - キャナリィ・ロウ
    - 寝屋川公園店（大阪府寝屋川市）
    - 鶴見緑地店（大阪府大阪市鶴見区）

  - ケンタッキーフライドチキン
    - 京橋店（大阪府大阪市都島区 「京阪モール」内）
    - 香里園店（大阪府寝屋川市 京阪香里園駅コンコース〔改札外〕）
    - くずはコート店（大阪府枚方市 「くずはコート」内）
    - イズミヤ八幡店（京都府八幡市 「イズミヤ八幡スーパーセンター」内）
- 厚生施設受託
  - 大阪歯科大学楠葉学舎内食堂（大阪府枚方市）〔一般利用可〕
  - 阪神高速道路大阪管理部内厚生食堂（大阪府大阪市港区）〔一般利用不可〕

## 運営していたサービスエリア・パーキングエリア
- 阪神高速道路
  - 泉大津パーキングエリア（4号湾岸線・大阪府泉大津市）
  - 朝潮橋パーキングエリア（16号大阪港線・大阪府大阪市港区）自販機コーナーのみ
  - 湊町パーキングエリア（15号堺線上り線・大阪府大阪市浪速区）自販機コーナーのみ
- 名神高速道路
  - 吹田サービスエリア（上下・大阪府吹田市） - がんこフードサービスに譲渡
- 中国自動車道
  - 安富パーキングエリア（上下・兵庫県姫路市） - ユーアールエーに譲渡

## コラボレーション
- 京都寺町三条のホームズ
  - 2018年7月21日から同年8月中旬まで、京阪レストランが展開するジューススタンド「ジューサーバー」では、コラボジュースが販売されていた[6]。